# Monte Spurr
El monte Spurr es un estratovolcán situado en el Arco Aleutiano de Alaska. Su nombre conmemora al explorador y geólogo del Servicio Geológico de los Estados Unidos Josiah Edward Spurr, quien dirigió una expedición al área en 1898.
La denominación dada a la montaña por los aborígenes de la zona en la lengua dena'ina de los atabasca es K'idazq'eni, literalmente interior en llamas.
El monte Spurr, el volcán más alto del Arco Aleutiano, es un gran domo de lava que se alza sobre el centro de una caldera con forma de herradura (abierta hacia el sur) de unos 5 km de anchura. El volcán yace unos 130 km al oeste de Anchorage y al noreste del lago Chakachamna.
La caldera fue originada a finales del Pleistoceno o a comienzos del Holoceno por un episodio de colapso asociado a flujos piroclásticos que destruyeron un volcán ancestral. El alud de derrubios alcanzó más de 25 km al sureste, y el depósito resultante contiene grandes bloques, algunos de más de 100 m de diámetro. Varios domos modelados posteriormente por el hielo ocupan la caldera. El Monte Spurr es el más alto de estos domos. 
El Observatorio Vulcanológico de Alaska (AVO) actualmente clasifica al Monte Spurr en el Nivel Verde (volcán inactivo) en su Código de Niveles de Alerta.
Esta cumbre experimentó un acontecimiento de calentamiento en el año 2004, creándose un pequeño lago en el interior del cráter. En 2008, el cráter se había enfriado de nuevo, y empezó a acumular cantidades significativas de nieve otra vez. El domo más reciente de la caldera, denominado Pico del Cráter (2309 m), se formó sobre una brecha aproximadamente 3.2 km al sur de Spurr. En este lugar se han identificado unas 40 capas de materiales volcánicos holocenos. Se han registrado dos erupciones históricas del Pico del Cráter, una en 1953 y otra en 1992. Ambas depositaron cenizas en la ciudad de Anchorage. El cráter del pico aparece ligeramente incompleto en el lado sur del brocal; la pared del lado norte del cráter muestra los restos truncados de un domo más antiguo o de un lago de lava. Antes de la erupción de 1992, un pequeño lago ocupó el fondo del cráter. Como en el caso de otros volcanes de Alaska, la proximidad de Spurr a importantes rutas de aviación trans-Pacíficas, pone en peligro la continuidad de los vuelos, dado el peligro de que la ceniza volcánica cause fallos en los reactores de los aviones.

## Actividad reciente

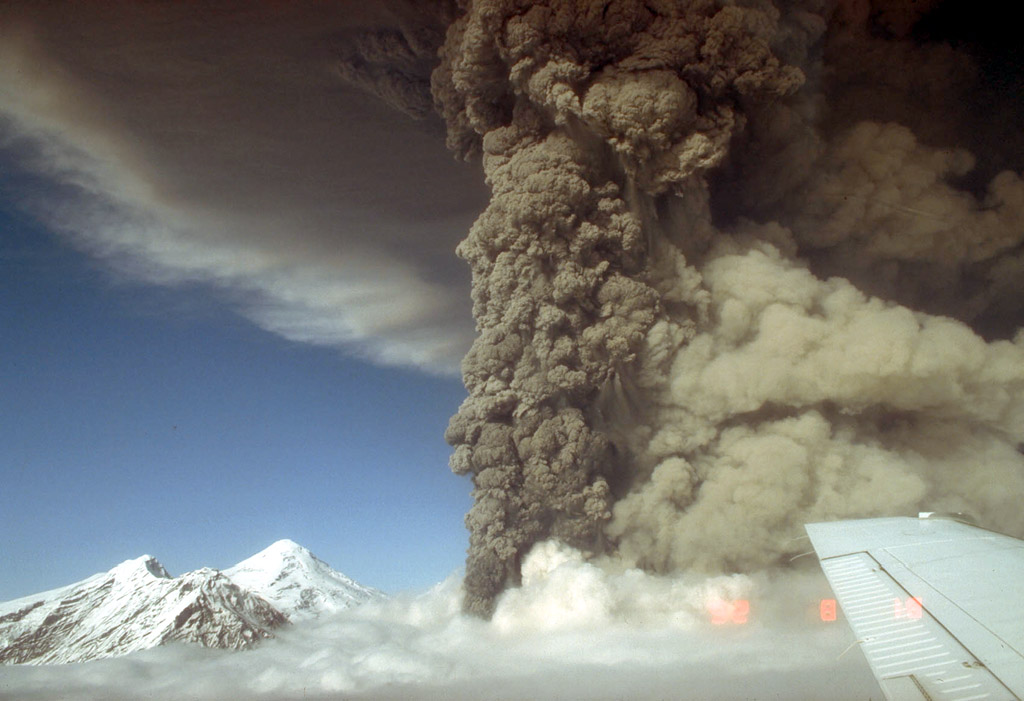
Columna de erupción del respiradero Crater Peak en 1992.

El 26 de julio de 2004, el AVO pasó el "Código de Alerta" del monte Spurr del color verde al amarillo, debido al creciente número de seísmos. La actividad sísmica en el entorno de un volcán puede indicar el movimiento del magma que precede a una erupción volcánica, aunque los temblores también pueden extinguirse sin que se produzca una erupción. En la primera semana de agosto de 2004, el AVO informó de la presencia de una fosa, que al llenarse de agua formó un nuevo lago de cráter, ubicado entre el hielo y cubierta de nieve de la cumbre. Este tercer volcán puede haber sido causado por un aumento del flujo de calor a través del domo de lava de la cumbre.
El 3 de mayo de 2005, se observó el flujo de derrubios en las imágenes de una cámara de seguimiento, así como por un piloto que sobrevolaba la zona. Un vuelo posterior reveló que gran parte del sedimento depositado en la fosa había fluido hacia el exterior, alcanzando el vaciado una profundidad notable.